# Hyposmocoma kapakai
Hyposmocoma kapakai — вид моли эндемичного гавайского рода Hyposmocoma. 

## Распространение
Обитает на юго-восточном берегу острова Оаху.

## Описание
Размах крыльев 10,9—13,2 мм. Личинки обитают в прибрежной полосе, на уровне моря.